# Guffert
Guffert – odosobniony wapienny szczyt o wysokości 2194 m n.p.m., położony w Rofanie w Tyrolu, na północ od wioski Steinberg am Rofan. Wraz z niższym Guffertstein tworzy charakterystyczny podwójny szczyt, który góruje nad sąsiednimi górami o ponad 300 metrów. Dzięki temu jest łatwo rozpoznawalny z północy, m.in. z jeziora Tegernsee i Bayerische Voralpen.
Góra cieszy się dużą popularnością wśród turystów i alpinistów. Standardowe wejście ze Steinbergu zajmuje ok. 3 godzin i prowadzi stromym, słonecznym zboczem. Trudniejsze, ale bardziej malownicze podejście północne wyposażono w liny i stalowe stopnie. Ze szczytu roztacza się szeroka panorama na Bayerische Voralpen, Rofan, Karwendel oraz centralne Alpy Wschodnie. Na północ od góry, przy Schneidjoch, znajduje się schronisko Gufferthütte.